# Friedrich Engels
Friedrich Engels (pronúncia em alemão: [ˈfʁiːdʁɪç ˈʔɛŋl̩s]; Barmen, 28 de novembro de 1820 — Londres, 5 de agosto de 1895) foi um empresário industrial e teórico revolucionário prussiano, nascido na atual Alemanha,  que junto com Karl Marx fundou o chamado socialismo científico ou marxismo.
Foi coautor de diversas obras com Marx, sendo que a mais conhecida é o Manifesto Comunista. Também ajudou a publicar, após a morte de Marx, os dois últimos volumes de O Capital, principal obra de seu amigo e colaborador. Engels também organizou as notas de Marx em Teorias sobre a Mais-Valia, que depois foram publicadas como o "quarto volume" de O Capital, os 3 últimos sendo publicados após a morte de Karl Marx 
Grande companheiro de Karl Marx, escreveu livros de profunda análise social. Entre dezembro de 1847 a janeiro de 1848, junto com Marx, escreve o Manifesto do Partido Comunista, onde faz uma breve apresentação de uma nova concepção de história, afirmando que:
| “ | A história da humanidade é a história das lutas de classes. | ” |

Engels morreu em Londres, em 5 de agosto de 1895, aos 74 anos de idade e após a cremação suas cinzas foram atiradas ao mar em Beachy Head, Eastbourne.

## Biografia
Nasceu em 28 de novembro de 1820 e morreu em 5 de agosto de 1895. Era o mais velho de nove filhos de um rico industrial de Barmen (Alemanha). Principal colaborador de Karl Marx, Engels desempenhou papel de destaque na elaboração da teoria comunista, a partir do materialismo histórico e dialético.
Em 1842, Engels de 22 anos de idade foi enviado por seus pais para Manchester, Inglaterra, para trabalhar para o Ermen e Engels Victoria Mill em Weaste que fazia linhas de costura. Assume por alguns anos a direção de uma das fábricas e então, fica impressionado com a miséria em que vivem os trabalhadores das fábricas de sua família. Fruto dessa indignação, Engels desenvolve um detalhado estudo sobre a situação da classe operária na Inglaterra, que se torna a base de uma de suas obras principais: A Situação da Classe Trabalhadora na Inglaterra, publicada em 1845.
Depois de uma estadia produtiva na Grã-Bretanha, Engels decidiu voltar para a Alemanha em 1844. No caminho, parou em Paris para atender Karl Marx, com quem teve uma correspondência anterior. Marx estava morando em Paris desde o final de outubro 1843, após a proibição da circulação da Gazeta Renana pelo governo prussiano em março de 1843.
Muitos de seus trabalhos posteriores são produzidos em colaboração com Marx, o mais famoso deles é o Manifesto Comunista (1848). Escreveu sozinho, porém, algumas das obras mais importantes para o desenvolvimento do marxismo, como Ludwig Feuerbach e o Fim da Filosofia Clássica Alemã, Do Socialismo Utópico ao Socialismo Científico e A origem da família, da propriedade privada e do Estado.
Engels acreditava que o cristianismo seria a religião dos pobres e oprimidos e chegou a estabelecer um paralelo entre o cristianismo primitivo e o socialismo de sua época. No seu estudo sobre a guerra dos camponeses na Alemanha, identifica Thomas Munzer, teólogo e líder dos camponeses revolucionários heréticos do século XVI, como alguém que lutou pelo estabelecimento imediato e concreto do "Reino de Deus", o reino milenarista dos profetas. Segundo Engels, o "Reino de Deus" seria para Munzer uma sociedade sem diferenças de classe e sem propriedade privada. Desse modo, Engels revelou o potencial contestatário da religião e abriu o caminho para uma nova abordagem das relações entre religião e sociedade.
Em 1851, para ajudar a preservar o casamento do amigo Marx, assumiu a paternidade de Frederick Demuth, filho deste e da empregada da família, Helena Demuth. Engels morreu de câncer na garganta em Londres, 1895. Após a cremação no Crematório Woking, suas cinzas foram espalhadas em Beachy Head, perto de Eastbourne, como era de sua vontade.

## Obras principais

### A Sagrada Família(1844)

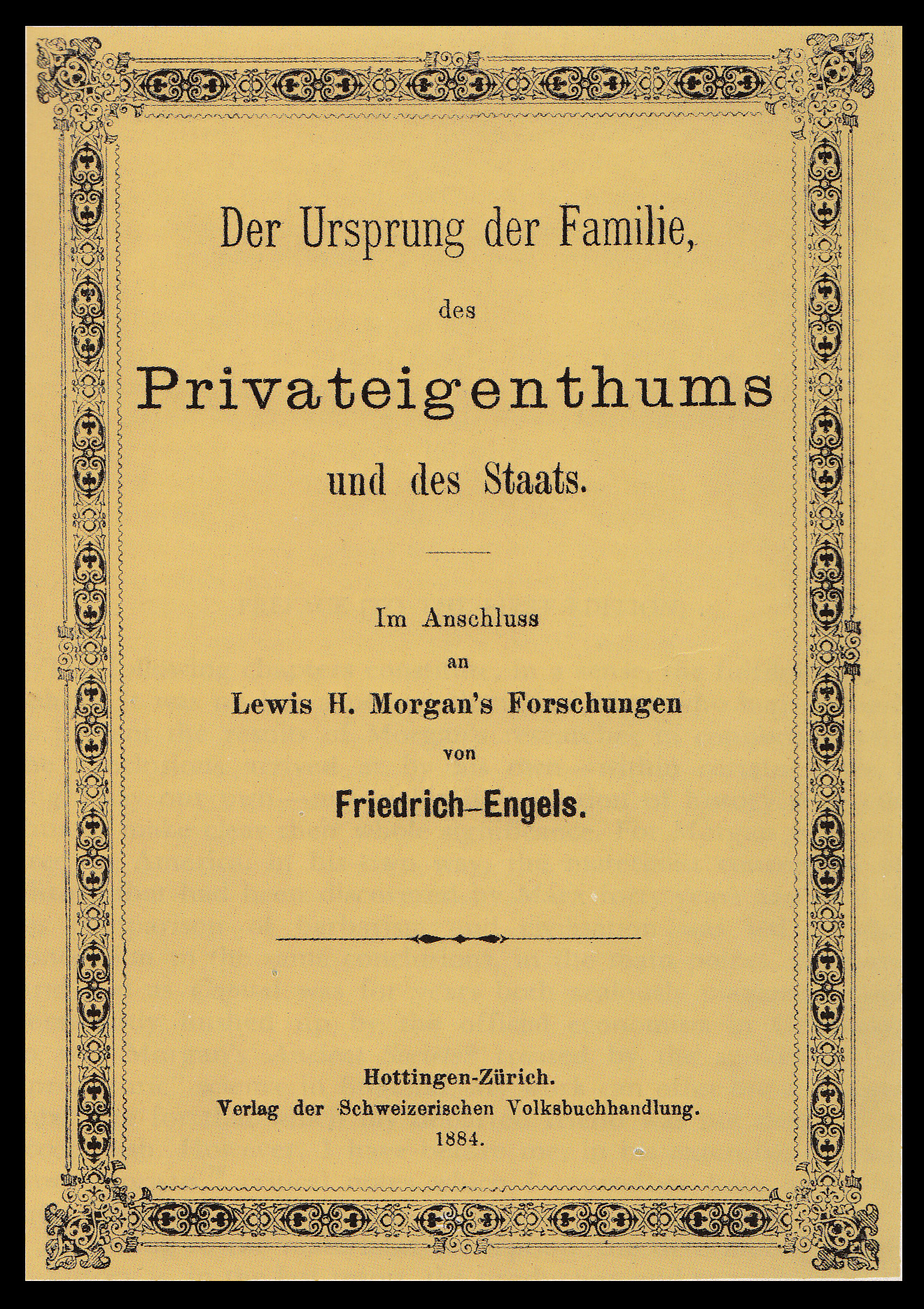
Capa da primeira edição de A Origem da Família, da Propriedade Privada e do Estado de Engels, publicada pela primeira vez em 1884.

A Sagrada Família é um livro escrito por Marx e Engels em novembro de 1844. O livro é uma crítica sobre os jovens hegelianos e sua tendência de pensamento que era muito popular nos círculos acadêmicos da época. O título foi uma sugestão do editor e a intenção era ser uma referência sarcástica aos irmãos Bauer e seus apoiadores.
O livro criou uma controvérsia com grande parte da imprensa e levou Bruno Bauer a tentar refutar o livro em um artigo publicado na revista Vierteljahrsschrift em 1845. Bauer afirmou que Marx e Engels entenderam mal o que ele estava tentando dizer. Marx também discutiu o argumento no capítulo 2 de A Ideologia Alemã.

### A Situação da Classe Trabalhadora na Inglaterra(1845)
A Situação da Classe Trabalhadora na Inglaterra é uma descrição detalhada e uma análise das péssimas condições da classe trabalhadora na Grã-Bretanha durante a estada de Engels em Manchester e Salford. O trabalho também contém pensamentos importantes sobre a situação do socialismo e seu desenvolvimento. Foi considerado um clássico em sua época. O trabalho inicialmente causou pouco impacto na Inglaterra, pois não foi traduzido até o final do século XIX. No entanto, foi muito influente com os historiadores da industrialização britânica ao longo do século XX. O livro foi publicado em inglês em 1887.

### Revolução de Herr Eugen Dühring na Ciência(1878)
É uma crítica detalhada das posições filosóficas de Eugen Dühring, um filósofo alemão e crítico do marxismo. Enquanto respondia a Dühring, Engels analisa os recentes avanços na ciência e na matemática, buscando demonstrar a maneira pela qual os conceitos de dialética se aplicam aos fenômenos naturais. Muitas dessas ideias foram desenvolvidas posteriormente no trabalho inacabado, Dialética da Natureza. Três capítulos do Anti-Dühring foram posteriormente editados e publicados sob o título separado de Socialismo: Utópico e Científico.

### Socialismo: utópico e científico(1880)
Foi um trabalho apresentado como uma peça extremamente popular. Engels critica os socialistas utópicos, como Fourier e Owen, e fornece uma explicação do quadro socialista para compreender o capitalismo, e um esboço da progressão do desenvolvimento social e econômico da perspectiva do materialismo histórico.

### Dialética da natureza(1883)
Dialética da Natureza (em alemão: "Dialektik der Natur") é uma obra inacabada de Engels de 1883 que aplica as ideias marxistas - particularmente as do materialismo dialético - à ciência. Foi publicado pela primeira vez na URSS em 1925.

### A Origem da Família, da Propriedade Privada e do Estado(1884)
A Origem da Família, da Propriedade Privada e do Estado é uma obra que conecta o capitalismo com o que Engels afirma ser uma instituição em constante mudança - a família. Foi escrita quando Engels tinha 64 anos de idade. Ela contém uma visão histórica da família em relação a questões de classe, subjugação feminina e propriedade privada.

## Todas as obras

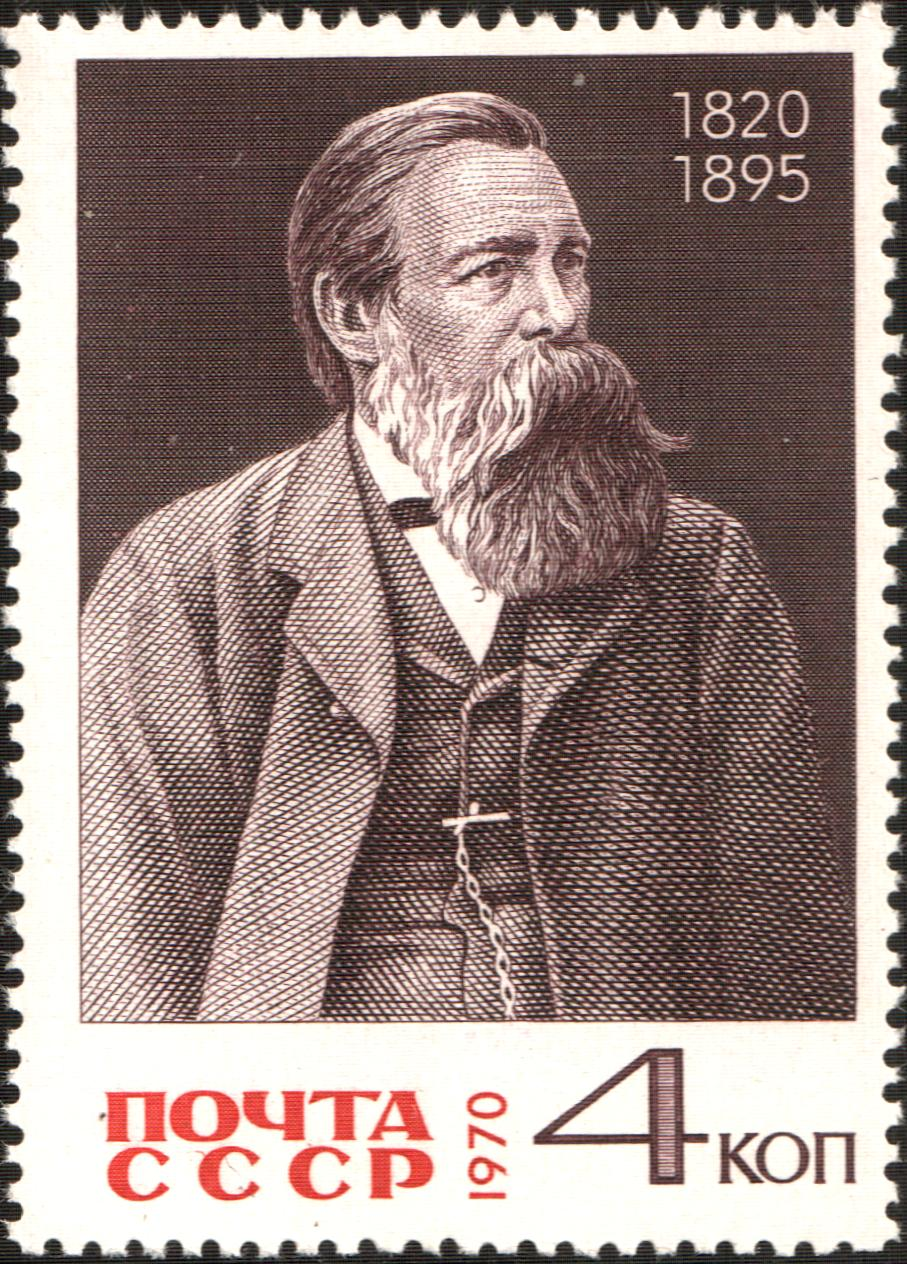
Friedrich Engels em selo da União Soviética, 1970

- A Situação da Classe Trabalhadora na Inglaterra - (1845);
- A sagrada família - em parceria com Karl Marx - (1845);
- A Ideologia Alemã - em parceria com Marx - (1846);
- Princípios Básicos do Comunismo - (Novembro de 1847);
- O Manifesto Comunista - em parceria com Marx - (1848);
- Marx e o jornal "Nova Gazeta Renana" - (1848-1849);
- As Guerras Camponesas na Alemanha - (1850);
- Carta a Marx - (21 de agosto de 1851);
- Revolução e Contrarrevolução na Alemanha - (Setembro de 1852);
- O Recente Julgamento em Colónia - (29 de Novembro de 1852);
- Para Crítica da Economia Política - (15 de Agosto de 1859);
- Resenha do Primeiro Volume de "O Capital" para o Demokratisches Wochenblatt - (13 de Março de 1868);
- Nota Prévia a "A Guerra dos Camponeses Alemães" - (11 de fevereiro de 1870);
- Discurso Sobre a Acção Política da Classe Operária (Pronunciado na Conferência de Londres) - em parceria com Marx - (21 de Setembro de 1871);
- As Pretensas Cisões na Internacional (Circular Privada do Conselho Geral da Associação Internacional dos Trabalhadores) - em parceria com Marx - (05 de março de 1872);
- Das Resoluções do Congresso Geral Realizado na Haia - em parceria com Marx - (2 a 7 de Setembro de 1872);
- Sobre a questão da moradia - (Janeiro de 1873);
- Os bakuninistas em ação: Memória do levante na Espanha no verão de 1873  - (1873);
- Advertência preliminar ao artigo - Os bakuninistas em ação - (1874);
- Carta a August Bebel - (28 de Março de 1875);
- Do Social na Rússia - (21 de Abril de 1875);
- O Papel do Trabalho na Transformação do Macaco em Homem - (1876[22]);
- Anti-Dühring - (1878);
- A Origem da Família, da Propriedade Privada e do Estado - (1a. Edição: 1884; 4a. Edição Revisada: 1892);[23]
- Para a História da Liga dos Comunistas - (1885);
- Prefácio ao Segundo Volume de «O Capital» de Marx- (05 de Maio de 1885);
- O Socialismo Jurídico - (1887);
- Ludwig Feuerbach e o Fim da Filosofia Clássica Alemã - (1888);
- O Papel da Violência na História - (1888);
- Do Socialismo Utópico ao Socialismo Científico - (1890);
- Carta a Karl Kautsky - (23 de fevereiro de 1891);
- Carta a Konrad Schmidt - (5 de agosto de 1890);
- Carta a Otto von Boenigk - (21 de agosto de 1890);
- Carta a José Bloch - (21 de setembro de 1890);
- Carta a Konrad Schmidt - (27 de outubro de 1890);
- Para a Crítica do Projecto de Programa Social-Democrata de 1891 - (1891);
- Prefácio à Edição Inglesa de 1892 de "A Situação da Classe Trabalhadora na Inglaterra" - (1892);
- Carta a Nikolai Frantsevich Danielson - (24 de fevereiro de 1893);
- Carta a Franz Mehring - (14 de julho de 1893);
- Carta a Nikolai Frantsevich Danielson - (17 de outubro de 1893);
- Carta  a W. Borgius - (25 de janeiro de 1894);
- A Futura Revolução Italiana e o Partido Socialista - (1894);
- A Questão Camponesa em França e na Alemanha - (1894).
- Lutas de classe na Alemanha - em parceria com Karl Marx;
- Lutas de classe na Rússia - em parceria com Karl Marx;

## Leitura complementar
- "Friederich Engels" por Lénine
- Obras Escolhidas